# Flavio Martínez Labiano
Flavio Martínez Labiano (Sant Sebastià, Guipúscoa, 6 de setembre de 1962) és un director de fotografia espanyol. Va començar la seva formació a l'Institut Oficial de Radio i Televisió de Madrid. Es va incorporar temporalment a La Cuadrilla, un grup de cineastes fundat el 1979 per Santiago Aguilar Alvear i Luis Guridi. Amb ells va fer la seva pel·lícula de debut, el curtmetratge Pez (1985). Nou nou anys després, també va participar en el primer llargmetratge del grup, Justino, un asesino de la tercera edad, com a director de fotografia i productor associat.
Labiano va estudiar a l'American Film Institute de Los Angeles, on es va graduar amb un màster en Belles Arts. Allà va conèixer el director Mariano Barroso, amb qui va treballar a la pel·lícula de 1994 Mi hermano del alma. El 1996 va ser nominat al Goya a la millor fotografia pel seu treball de càmera al thriller de terror El día de la bestia. En la dècada dels 1990 va col·laborar en algunes pel·lícules d'Alex de la Iglesia. Des dels anys 2000 ha col·laborat en diverses ocasions amb el director Jaume Collet-Serra, donant lloc a una de les seves obres més reeixides, el thriller d'acció Sense identitat (2011).

## Filmografia
- 1985: Pez (curtmetratge)
- 1993: Urte ilunak
- 1994: Justino, un asesino de la tercera edad
- 1994: Mi hermano del alma
- 1995: Matías, juez de línea
- 1995: El día de la bestia
- 1997: Perdita Durango
- 1998: Atilano presidente
- 1998: La mirada del otro
- 1999: Muertos de risa
- 2000: Harlan County War
- 2001: Bones
- 2002: 800 balas
- 2006: Goal II – Living the Dream!
- 2007: Los cronocrímenes
- 2011: Sense identitat
- 2014: Non-Stop
- 2015: The Gunman
- 2016: The Shallows
- 2017: El guardián invisible